# Formosania chenyiyui
Formosania chenyiyui är en fiskart som först beskrevs av Zheng, 1991.  Formosania chenyiyui ingår i släktet Formosania och familjen grönlingsfiskar. Inga underarter finns listade i Catalogue of Life.